# Château de Leopoldskron
 (avril 2024).
Le château de Leopoldskron est un palais à Salzbourg. Avec son vaste parc du château et le paysage environnant semblable à un parc, il se situe dans l'espace vert du quartier de Riedenburg. Le jardin extérieur du palais comprend la Leopoldskroner Weiher et la Leopoldskroner Straße, la plus ancienne avenue des châtaigniers du Land de Salzbourg.

## Histoire
L'archevêque de Salzbourg Leopold Anton von Firmian, qui règne de 1727 à 1744, fait construire le château comme résidence d'été personnelle, qui après sa mort reviendrait à la primogéniture de la famille du baron de Firmian. Le château est construit entre 1736 et 1740 selon les plans du moine bénédictin Bernard Stuart. Il tire son nom du prénom de l'archevêque et de la couronne figurant dans les armoiries de la famille Firmian. Les stucs proviennent de Johann Kleber. Après la mort de l'archevêque en 1744, son cœur est enterré dans la chapelle du château, tandis que son corps, comme celui de tous les archevêques, est enterré dans la cathédrale de Salzbourg. Le château revient d'abord au neveu de l'archevêque Laktanz von Firmian. Il est à l'origine de trois étages et a un haut toit mansardé avec une tour centrale octogonale. Après 1760, il fait reconstruire le château dans le style classique : la tour et le toit mansardé sont démolis et remplacés par un étage mansardé. Les tableaux dans la salle de bal (peinture au plafond des Quatre Saisons) et certains dans la chapelle sont d'Andreas Rensi (vers 1740). La peinture du plafond de la chapelle du Mariage d'Atalante est réalisée par Franz Anton Ebner (également vers 1740).
Laktanz von Firmian vit dans le château pendant quarante années. Pendant cette période, une impressionnante collection de peintures de 571 œuvres est installée. Après la mort de Laktanz en 1786, son fils Leopold von Firmian hérite de la propriété. Après l'abolition du droit d'aînesse en 1816, le château change fréquemment de mains ; seul l'étang du château reste en possession de la maison Firmian jusqu'après la Première Guerre mondiale. Après la mort du comte Leopold Firmian, le château passe à son gendre, le comte Karl Wolkenstein-Trostburg. En 1837, Georg Zierer et son épouse Thérèse acquièrent le château, il vend la plupart des tableaux de la collection de peintures aux prix du marché aux puces. Il détruit les statues anciennes en plâtre, quand il leur manque des parties individuelles du corps et qu'elles semblent sans valeur à Zierer ni ne correspondent pas à son sens moral. Il divise les étages en appartements d'été louables. En 1845, Friedrich Dietz et Friedrich Christian Kreh, deux anciens maîtres d'hôtel de Weinsberg, achètent le château pour 45 000 florins et le transforment en hôtel Leopoldskron avec des bains de boue et un spa au lactosérum. Le 6 septembre 1846, la princesse Sophie de Bavière séjourne dans l'hôtel alors qu'elle se rend à Ischl. L'hôtel fait faillite et l'ancien propriétaire Zierer reprend la propriété pour la revendre au bout de trois mois à Heinrich von Mertens, le bourgmestre de Salzbourg. Il n'habite qu'une partie du château et loue plusieurs des plus petits appartements du château ; les salles du château sont également louées pour des bals ou des dîners.
Heinrich von Mertens tente de vendre le château à partir de 1850 et l'offre au roi Louis Ier de Bavière. Il acquiert le château le 16 février 1851 pour 75 000 florins et y vit après son abdication jusqu'en 1868. Il utilise le château avec sa cour tous les deux ans les années impaires ; les années paires, le camp d'été est installé au château royal de Berchtesgaden. Pendant les séjours d'été, de nombreux membres de la famille royale viennent à Leopoldskron, comme le fils Othon. Le 1er septembre 1853 a lieu une grande fête de famille en présence de l'empereur François-Joseph et de son épouse Sissi, aussi des princes au pouvoir comme l'empereur Guillaume Ier de Prusse en 1863 (le roi Louis refusa de rencontrer Otto von Bismarck, qui voyage avec lui) ou l'empereur Napoléon III en 1867. Après la mort du roi Louis en 1868, son petit-fils, le prince Léopold de Bavière, reçoit le château. Le 9 avril 1869, le prince Léopold vend la propriété au conseiller ministériel Alexander Julius Schindler, qui publie comme écrivain sous le pseudonyme de Julius von Traun. Au château, il reçoit notamment ses collègues écrivains Johann Gabriel Seidl, Ludwig Steub et Theodor Storm. Schindler meurt le 16 mars 1885 à Vienne. En 1890, le banquier Karl Spängler acquiert la moitié de la part du château du fils de Schindler, Julius, tandis que la fille de Schindler conserve l'autre moitié. En 1895, les deux parties passent en possession du baron von Rüdt-Colenberg ; en 1904, sa veuve vend la propriété au conseiller du gouvernement Paul Wolf de Francfort-sur-le-Main.
Le metteur en scène Max Reinhardt acquiert le château en 1918. Reinhardt fait construire une nouvelle bibliothèque sur le modèle de l'abbaye de Saint-Gall. Début septembre 1930, Carl Zuckmayer est un invité. À cette époque, il avait en tête un article sur le capitaine von Köpenick, mais n'avait encore rien écrit à ce sujet. En une nuit, il développe la comédie. En 1934, il est victime d'un attentat nazi. Reinhardt possède Leopoldskron jusqu'à ce que sa propriété de Salzbourg soit expropriée par les nazis le 16 avril 1938. Cependant, en 1937, il avait déjà fui vers New York en raison de la menace croissante contre la population juive, le confiant à Sina Gwinner. Reinhardt apprend son expropriation par la presse alors qu'il est à New York.
Stephanie von Hohenlohe ("l’espionne d’Hitler") était censée diriger le château "aryanisé" comme une maison d’hôtes pour des artistes de premier plan. Elle le fait entièrement remodeler, mais s'enfuit en Angleterre lorsque la Seconde Guerre mondiale éclate. Pendant une courte période, le célèbre chef d'orchestre politiquement opportuniste Clemens Krauss vit occasionnellement dans le château. Le château sert de lieu de réception et résidence d'été du ministre des Affaires étrangères nazi Joachim von Ribbentrop. Après 1945, dans la République d'Autriche rétablie après la fin du régime nazi, il soit restitué aux héritiers de Max Reinhardt, qui le revendent.
Le château de Leopoldskron appartient à l'organisation non gouvernementale américaine Salzburg Global Seminar, un lieu de rencontre pour les dirigeants internationaux de la politique, des affaires, de l'art, de la culture et de la science. Il n'est accessible qu'aux membres et anciens membres de l'organisation. Quand il n'y a pas de séminaires, des salles dans le château peuvent être louées. En 1973, le domaine agricole adjacent est également acheté par la fondation. Le château est utilisé comme hôtel Schloss Leopoldskron depuis 2014.
Le château de Leopoldskron est l'un des principaux lieux de tournage du film La Mélodie du bonheur. On le voit également au revers du billet de 1 000 shillings de 1966.

## Jardin
Il y a un jardin baroque devant le bâtiment du château. Son tracé remonte à sa construction par l'archevêque Firmian entre 1736 et 1740. Le petit parc du palais baroque, à l'origine, au sud et à l'ouest du palais, est transformé en jardin anglais sous le roi Louis de Bavière puis redessiné et considérablement agrandi en jardin néo-baroque sous Max Reinhardt. L'ensemble est l'un des monuments architecturaux de jardin les plus importants d'Autriche et est classé monument historique.

## Leopoldskroner Weiher
L'étang du château, communément appelé Leopoldskroner Weiher, est alimenté par l'Almkanal.
Au XIXe siècle et dans la première moitié du XXe siècle, il y avait sur la rive nord un établissement thermal, initialement destiné uniquement à l'entraînement des soldats, mais plus tard aussi à l'ensemble de la population de Salzbourg, dont le portail servait d'accès à la patinoire de 13 000 m2, pour l'école de natation masculine pendant les mois d'hiver. Il est également souvent utilisé pour des excursions romantiques en bateau.
Après la destruction de l'établissement thermal en bois par des bombes aériennes pendant la Seconde Guerre mondiale, l'ensemble de l'étang est un temps utilisé comme lac de baignade. À la place de l'établissement de bains en bois, après 1960, la piscine extérieure actuelle du Leopoldskron est construite, qui est ensuite agrandie à plusieurs reprises. Cette piscine extérieure se situe au nord du château. Près du Leopoldskroner Weiher se trouvent les anciens étangs de l'archi-abbaye Saint-Pierre de Salzbourg, créés sans doute grâce à l'exploitation de la tourbe. Le Leopoldskroner Weiher est encore ouvert au public aujourd'hui et sert également à la pêche.

## Source, notes et références
- (de) Cet article est partiellement ou en totalité issu de l’article de Wikipédia en allemand intitulé « Schloss Leopoldskron » (voir la liste des auteurs).

1. ↑  « Le Terrorisme hitlérien », Le Temps, vol. 74, no 26582,‎ 11 juin 1934, p. 2 (lire en ligne)
2. ↑  « Nouvelles de l'étranger », Le Temps, vol. 79, no 28463,‎ 7 mai 1938, p. 2 (lire en ligne)
3. ↑  Marielle Silhouette, « Histoire de la constitution des archives et de la recherche sur Max Reinhardt », Études Germaniques, vol. 263, no 3,‎ 2011, p. 661-695 (lire en ligne)
4. ↑  Havas, « Le séjour près de Salzbourg du ministre des Affaires étrangères hongrois », Le Temps, vol. 79, no 28461,‎ 17 août 1939, p. 1 (lire en ligne)
5. ↑  Munich la Bavière et la Forêt-Noire, Lonely planet, 2022, 571 p. (ISBN 9782816199123, lire en ligne)